# Ishavsstarr
Ishavsstarr (Carex subspathacea) är en halvgräsart som beskrevs av Morten Wormskjold och Jens Wilken Hornemann. Enligt Catalogue of Life ingår Ishavsstarr i släktet starrar och familjen halvgräs, men enligt Dyntaxa är tillhörigheten istället släktet starrar och familjen halvgräs. Arten har ej påträffats i Sverige. Inga underarter finns listade i Catalogue of Life.